# Grève de la faim

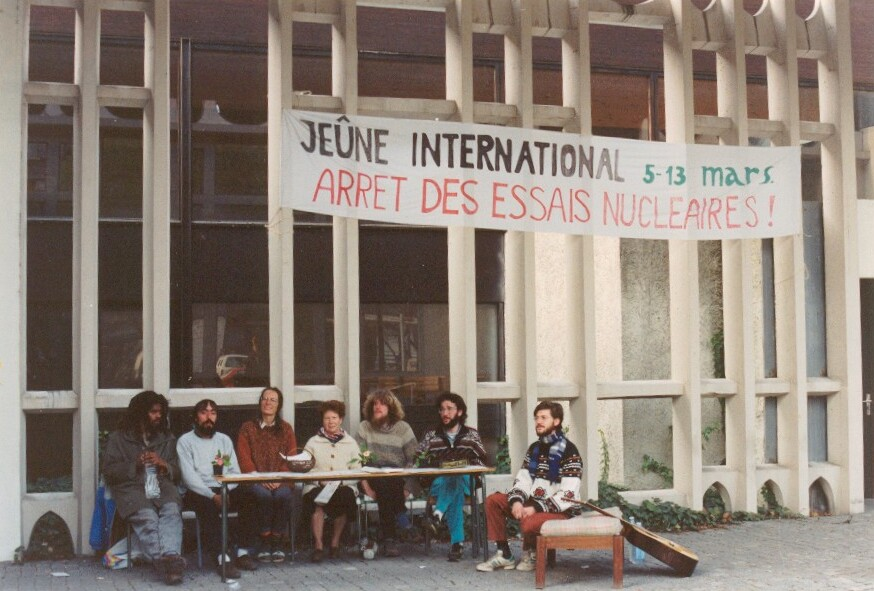
Grève de la faim contre les essais nucléaires, Grenoble, 1990.

Une grève de la faim ou jeûne de protestation, est un moyen de protestation non violent utilisé entre autres par Gandhi puis par les prisonniers républicains d'Irlande du Nord (voir Grève de la faim irlandaise de 1981 et Bobby Sands) qui ont défendu leur cause en menant des grèves de la faim en 1980 et 1981.
Le jeûne durant une grève de la faim est le plus souvent seulement alimentaire (l'hydratation par boissons étant conservé, notamment l'eau sucrée), permettant des grèves de la faim prolongées.
L'attitude médicale est délicate et diverse, variant du forçage alimentaire par sonde gastrique à l'accompagnement en respectant les volontés du protestataire, cependant, depuis la Déclaration de Tokyo de 1975 par l'Association médicale mondiale, la pratique de l'alimentation forcée sur les prisonniers qui sont capables de comprendre les conséquences de ce type de protestation est jugée contraire à l'éthique médicale.

## Description et analyse

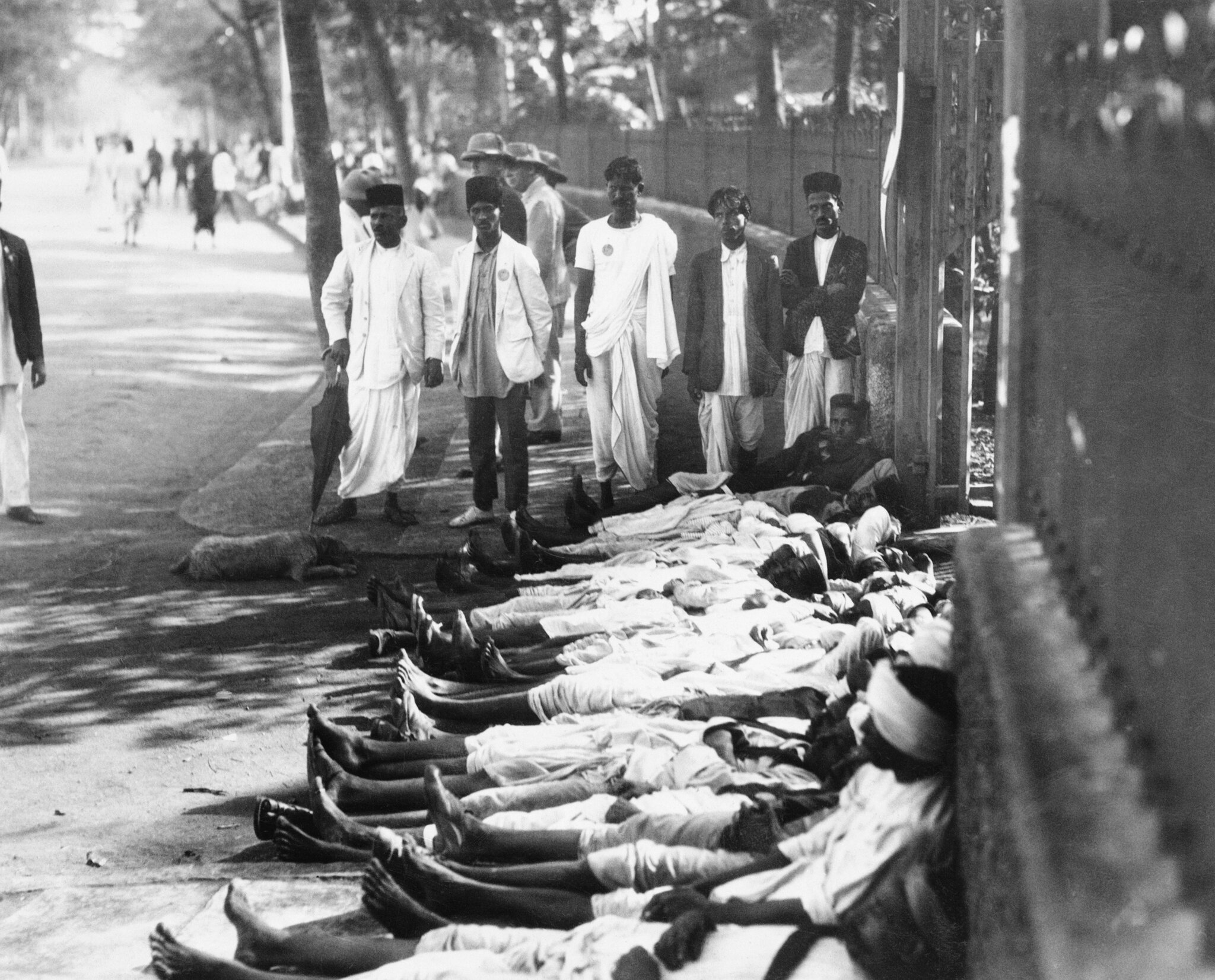
Travailleurs indiens en grève pour apporter leur soutien à Gandhi en 1930

La grève de la faim est un « acte rituel séculaire qui peut servir tant de motivations et d'exigences qu'il peut être aussi corrompu que sublime », note Erikson dans son étude des tactiques non violentes de Gandhi.

### Motivations et réactions des autorités
Une grève de la faim est un type particulier de protestation dans laquelle les participants sont prêts à se faire du mal pour atteindre un objectif. Les grévistes de la faim comptent souvent sur la force morale de leur protestation, certains étant même déterminés à mourir pour leur cause. Ce type d'action peut également apporter une certaine publicité à leur cause et les aider à réussir.
Il existe plusieurs raisons pour lesquelles les autorités ne veulent généralement pas qu'un gréviste de la faim meure. Par exemple, on s'attend généralement à ce qu'une société responsable ne permette pas une mort évitable, de sorte que les autorités risquent de subir les conséquences de l'opinion publique ou la censure d'institutions étrangères. En outre, elles peuvent craindre que, si elles laissent mourir un protestataire, celui-ci devienne un martyr pour cette cause.
C'est pourquoi les autorités nourrissent parfois de force les grévistes de la faim - ou menacent de le faire. L'alimentation forcée se fait contre la volonté d'une personne, généralement en insérant un tube en plastique dans l'estomac du gréviste de la faim en passant par son nez. Bien que l'objectif puisse être de maintenir le manifestant en vie, le gavage est considéré comme un traitement cruel, inhumain et dégradant. Elle est également extrêmement douloureuse et peut provoquer des hémorragies graves ou d'autres complications.

### Risques médicaux
Bien que les gens puissent survivre jusqu'à plusieurs semaines sans nourriture dans certaines conditions, les problèmes physiques et mentaux peuvent commencer en deux ou trois jours. En raison d'un manque de glucides, le corps se tourne vers ses réserves de graisses et de protéines et commence à les utiliser comme principale source d'énergie.
Cela entraîne une perte de graisse et de muscle ainsi que des modifications des processus corporels. Les niveaux d'électrolytes diminuent également de manière significative, ce qui peut entraîner une altération de diverses fonctions corporelles.
Après deux semaines, une personne peut ressentir des étourdissements, une faiblesse, une perte de coordination et un faible rythme cardiaque. Dans la semaine qui suit, elle peut souffrir d'une perte de vision ou d'autres problèmes neurologiques.
Après un mois ou après avoir perdu plus de 18 % de son poids, le corps peut subir des dommages irréversibles. La personne peut avoir des difficultés à avaler, des vertiges, une perte de l'ouïe et de la vue, et une éventuelle défaillance organique.
Après 45 jours, le risque de décès est élevé, principalement en raison d'une infection ou d'un collapsus cardiovasculaire.
Même lorsqu'un protestataire décide de mettre fin à une grève de la faim, il existe un risque de « syndrome de réalimentation ». Ce syndrome survient à la suite de variations des fluides et des électrolytes, ce qui signifie que le fait de donner trop de nourriture ou de liquides trop rapidement peut être dangereux et potentiellement fatal. Il peut se traduire par un dysfonctionnement du foie, une arythmie cardiaque et des symptômes pulmonaires, neurologiques ou autres.
Par conséquent, le National Institute for Health and Care Excellence du Royaume-Uni suggère que des professionnels de la santé qualifiés veillent à ce que les nutriments soient introduits prudemment et progressivement chez toute personne ayant refusé de s'alimenter pendant cinq jours ou plus.

### Lien avec la tentative de suicide
On reproche souvent aux grévistes de la faim d'utiliser leur bien-être physique comme instrument de protestation, l'argument étant que cela constitue une forme de chantage. Il est toutefois inapproprié d'affirmer que les grévistes de la faim doivent être placés dans la même catégorie que les personnes ayant l'intention de se suicider. Cette question se trouve ainsi réduite à des termes purement médicaux : à savoir que, puisque n'importe quel médecin viendrait en aide à une personne qui tente de se suicider, les grévistes de la faim devraient être « assistés » (c'est-à-dire nourris de force) pour les empêcher de se « tuer ».
Au contraire, une personne qui tente de se suicider appelle à l'aide, comme c'est le cas dans la majorité des cas, ou bien elle veut vraiment mettre fin à sa vie. Le cas clair et net d'un gréviste de la faim motivé par des raisons politiques est différent. Le gréviste ne veut pas mourir : au contraire, il veut « vivre mieux », en obtenant quelque chose pour lui-même, son groupe ou son pays. Si nécessaire, il est prêt à sacrifier sa vie pour sa cause, mais le but n'est certainement pas le suicide.

#### Exemple
Irom Sharmila a été maintenue en détention à Manipur pendant plus de 14 ans pour des charges répétées de tentative de suicide.
En août 2014, un tribunal de Manipur a estimé que les autorités n’étaient pas parvenues à établir qu’Irom Sharmila avait essayé de se suicider, et a déclaré que son action de protestation était « une demande politique exprimée par des moyens légaux ».
Elle a été considérée comme prisonnière d'opinion exprimant pacifiquement une revendication de respect des droits de l'homme par Amnesty International.

## Histoire
Selon une étude rédigée par Kevin Grant, professeur d'histoire au Hamilton College de New York, une grève de la faim a été rapportée en 1878, lorsque des prisonniers politiques détenus dans la forteresse Pierre et Paul à Saint-Pétersbourg ont refusé de se nourrir pour protester contre les conditions de détention inhumaines.
Dans les années qui ont suivi, plusieurs grèves de la faim ont également été menées par des prisonnières politiques en Sibérie. L'une de ces grèves a débuté en solidarité avec une prisonnière, Yelizaveta Kovalskaya, qui avait été violemment transférée après avoir prétendument insulté un fonctionnaire en visite. L'épisode, qui s'est soldé par plusieurs décès (certaines des prisonnières ont mis fin à leur grève de la faim pour prendre du poison), a été connu sous le nom de « tragédie de Kara » et la prison a été fermée peu après.
Cette « méthode russe » de protestation, telle qu'elle a été décrite par plusieurs médias à l'époque, a ensuite été utilisée par les suffragettes britanniques, la première ayant été tenue par Marion Wallace Dunlop en 1909. Par crainte qu'elle ne meure en prison et que le mouvement ne gagne ainsi en sympathie auprès de l'opinion publique, elle est libérée au bout de 91 heures. D'autres suffragettes ont suivi son exemple. Beaucoup ont été libérées de prison, mais d'autres ont été nourries de force.
Dès 1905, les suffragettes anglaises, incarcérées pour avoir revendiqué le droit de vote pour les femmes, ont fait la grève de la faim dans les prisons. La police tenta de les obliger à manger, mais cela ne les arrêtait guère. Le gouvernement répondit sans succès avec la loi dite « Chat et Souris » : quand une gréviste était trop faible, elle était relâchée puis réincarcérée une fois sa vie hors de danger.
La plus longue grève de la faim a longtemps été celle de membres de l'armée républicaine irlandaise à la prison de Cork (Irlande) en 1920 qui a duré 94 jours (voir Grève de la faim irlandaise de 1981).
De nos jours, cette durée a été supplantée par le jeûne mené par Irom Sharmila Chanu, de novembre 2000 à juillet 2016, connu comme la plus longue grève de la faim dans l'histoire. Sont aussi d'une longueur notables celles d'Oleg Sentsov qui a jeûné plus de 100 jours  et des enseignants turcs Nuriye Gülmen et Semih Ozakça qui ont jeûné 324 jours.
Ce procédé a ensuite été utilisé par plusieurs personnalités en Europe, dont Lanza del Vasto, notamment pendant la guerre d'Algérie, pendant le concile Vatican II et la lutte des paysans du Larzac. Louis Lecoin a souvent utilisé cette méthode, qui a abouti à la reconnaissance du statut d'objecteur de conscience. Un épisode très dur a également eu lieu dans la lutte opposant les prisonniers irlandais de l'IRA provisoire ou assimilés au Royaume-Uni sous le gouvernement de Madame Thatcher, aboutissant à la mort de dix personnes en 1981, le plus célèbre étant Bobby Sands.
Il est aujourd'hui souvent utilisé par des réfugiés ou des déboutés du droit d'asile (par ex. : à l'église Saint-Joseph à Paris à l'été 1991) pour forcer l'obtention d'un permis de séjour ; il est aussi pratiqué par des groupes désireux d'assurer une couverture médiatique à leurs idées ou de faire pression sur un gouvernement, un pouvoir. Il s'agit également d'une pratique dans le milieu carcéral, pour protester contre les conditions de détention.
En 1998, le Congrès de la jeunesse tibétaine organise une grève de la faim de six Tibétains à New Delhi du 10 mars au 15 mai qui avait pour objectif la réouverture par les Nations unies de la question tibétaine, la nomination d'un envoyé spécial et d'un rapporteur spécial de l'ONU pour le Tibet. Après 49 jours, le groupe composé de six personnes dont une femme âgée de 62 ans, fut évacué de force par la police indienne, le jour précédent la visite en Inde d’un chef de l'armée chinoise. C'est alors que Thubten Ngodup s'est immolé. Un deuxième groupe composé de cinq hommes devait prendre la suite le 28 avril. Mais au 18e jours, le TYC suspendait la grève de la faim après l'engagement de la Norvège, de la Pologne, de la Hongrie, du Costa Rica et de l'Union européenne d'intervenir auprès du gouvernement chinois et de l'ONU. Cet évènement inspire Les Guerriers de l'esprit, un film de Pierre Anglade.
Du 7 mars au 14 avril 2006, Jean Lassalle, député français des Pyrénées-Atlantiques, a suivi un jeûne de plusieurs semaines pour protester contre le risque de départ d'une entreprise japonaise dans sa circonscription vers une circonscription voisine ; il a cessé son jeûne contre les garanties que l'entreprise reste dans les lieux.
Le 17 avril 2017, à l’appel de Marouane Barghouti, 1578 détenus palestiniens ont entamé une grève de la faim pour protester contre les conditions de vie dans les prisons israéliennes. Ils réclament entre autres une augmentation des visites de la croix-rouge et de leur famille, ainsi que de meilleurs soins médicaux. Un accord est trouvé le 26 mai 2017 entre Israël, l’Autorité palestinienne et la Croix rouge. 834 détenus refusaient alors encore de s'alimenter.
Plusieurs milliers de prisonniers en Turquie ont entamé une grève de la faim à partir de novembre 2018 pour exiger que le chef emprisonné du Parti des travailleurs du Kurdistan (PKK) armé, Abdullah Öcalan, puisse rencontrer régulièrement ses avocats et les membres de sa famille. Les grèves de la faim ont pris fin le 26 mai après que les avocats d'Abdullah Öcalan ont pu lui rendre visite les 2 et 22 mai, après s'en être vu refuser l'accès pendant près de huit ans.
Fin août 2021, six jeunes allemands entament une grève de la faim illimitée à Berlin pour alerter sur la catastrophe climatique et demandent "une discussions sincère et ouverte" avec les chefs de file des trois principaux partis politiques  le 23 septembre,. La deuxième demande des jeunes est la mise en place d'un conseil des citoyens pour décider des mesures immédiates contre le changement climatique.

## Problèmes éthiques et juridiques
L'article 8 de la Déclaration de Tokyo de 1975 de l'Association médicale mondiale (AMM), dans la Déclaration de Tokyo de 1975 stipule que les médecins ne sont pas autorisés à nourrir de force les prisonniers en grève de la faim. Ils sont censés comprendre les souhaits indépendants du prisonnier, et il est recommandé d'avoir un deuxième avis quant à la capacité du prisonnier à comprendre les implications de sa décision et à être capable de donner un consentement éclairé.
Lorsqu'un détenu refuse d'être nourri et que le médecin le considère comme capable de former un jugement non altéré et rationnel sur les conséquences d'un tel refus volontaire d'alimentation, il ne doit pas être nourri artificiellement. La décision quant à la capacité du détenu à former un tel jugement doit être confirmée par au moins un autre médecin indépendant. Les conséquences du refus d'alimentation doivent être expliquées par le médecin au prisonnier.
L'Association médicale mondiale (AMM) a récemment révisé et mis à jour sa Déclaration de Malte sur les grévistes de la faim. Parmi les nombreux changements, elle déclare sans ambiguïté que l'alimentation forcée est une forme de traitement inhumain et dégradant dans son article 21.
Les déclarations de l'AMM indiquent que les médecins doivent respecter l'autonomie des prisonniers ou des détenus qui décident, volontairement, de refuser de s'alimenter, tant que leur capacité mentale à prendre cette décision n'est pas altérée. Dans la pratique, cependant, une relation confidentielle entre le médecin et le patient, basée sur la confiance, peut être impossible à réaliser dans des environnements où les abus, la torture ou la négligence peuvent se produire, et où la grève de la faim peut être la seule forme de protestation disponible.
Selon un numéro de 2006 de The Lancet, David Nicholl et 250 éminents collègues médecins internationaux ont condamné l'alimentation forcée des grévistes de la faim de Guantanamo Bay.

## Grévistes de la faim célèbres
| Personnalité | Nombre de jours de grève de la faim | Lieu de la grève de la faim                            |
| --- | ----------------------------------- | ------------------------------------------------------ |
| Gandhi | 21                                  |                                                        |
| Soulaimane Raissouni                                                                                                   | 122                                 | prison de Oukacha, Casablanca                          |
| Rabie Ablaq | 41                                  | Prison de Tanger                                       |
| Theresa Spence | 43                                  | tipi sur l'île Victoria                                |
| Stepan Bandera | 9 / 13 / 16                         |                                                        |
| Marcel Vervloesem | 32                                  | prison de Turnhout (Belgique)                          |
| Joseph Hick | 20, 32, 42 et 78 jours              | Devant le Ségec en Belgique,                           |
| Lisandru Plasenzotti                                                                                                   | 45                                  | prison des Baumettes                                   |
| Louis Lecoin | 14                                  |                                                        |
| Bobby Sands | 66                                  | prison de Maze (Irlande du Nord)                       |
| Saïda Menebhi | 34                                  | prison de Casablanca (Maroc)                           |
| Jean Lassalle | 39                                  | Palais Bourbon                                         |
| Bernard Rappaz | 72 / 74                             |                                                        |
| Jean-Baptiste Castellani                                                                                               |                                     | place Saint Nicolas (Bastia)                           |
| Holger Meins | 58                                  | prison de Wittlich (Allemagne)                         |
| Mohamed El Ghanem |                                     | prison de Champ-Dollon (Suisse)                        |
| Jules Sioui | 58                                  | Québec (Canada)                                        |
| Oleh Sentsov | 145                                 | Russie,                                                |
| Irom Sharmila Chanu | 5757                                | Centre de détention d'Imphal (Manipur, Inde)           |
| Stanislav Aseyev |                                     |                                                        |
| Atena Daemi | 55 / 21                             | prison d'Evin                                          |
| Nuriye Gülmen et Semih Ozakça                                                                                          | 324                                 | prison de Sincan à Ankara                              |
| Helin Bölek, chanteuse dans le groupe de musique turque Grup Yorum, réclament la libération de sept membres incarcérés | 288, décédée le 3 avril 2020        |                                                        |
| Hossein Rajabian | 36 / 14                             | prison d'Evin                                          |
| Maher Al-Akhras, prisonnier palestinien, détenu sans inculpation ni procès en Israël                                   | 98                                  | Centre médical pénitencier de Kaplan de Rehovot Israel |
| Mehdi Rajabian | 30 / 14                             | prison d'Evin                                          |
| Ousmane Sonko leader de l'opposition Sénégalaise                                                                       | 36 / 14                             | Hôpital principal de Dakar                             |
| Vincent Fichot | 21                                  | Tokyo                                                  |